# Charles Rooke
Pour les articles homonymes, voir Rooke.
Pas d'image ? Cliquez ici

b Matchs officiels uniquement.
Dernière mise à jour le 26 juin 2023.
Charles Vaughan Rooke, né le 24 septembre 1869 à Dublin et mort le 6 janvier 1946 à Wellington, est un joueur de rugby à XV qui a évolué avec l'équipe d'Irlande au poste d'avant. 

## Biographie
Charles Rooke dispute son premier test match le 7 février 1891 contre l'équipe d'Angleterre. Son dernier test match fut contre l'équipe d'Écosse le 20 février 1897. Charles Rooke a remporté le Tournoi britannique de rugby à XV 1894 et celui de 1896. 

## Palmarès
- Vainqueur du Tournoi en 1894 et 1896

## Statistiques en équipe nationale
- 19 sélections en équipe nationale
- Sélections par années : 2 en 1891, 3 en 1892, 3 en 1893, 3 en 1894, 3 en 1895, 3 en 1896, 2 en 1897
- Tournois britanniques disputés : 1891, 1892, 1893, 1894, 1895, 1896, 1897